# Eumenes humbertianus
Eumenes humbertianus är en stekelart som beskrevs av Henri Saussure 1867. Eumenes humbertianus ingår i släktet krukmakargetingar, och familjen Eumenidae. Inga underarter finns listade i Catalogue of Life.